# Neualbenreuth
Neualbenreuth település Németországban, azon belül Bajorországban. Lakosainak száma 1372 fő (2023. december 31.). Neualbenreuth Lipová, Stará Voda, Leonberg (Oberpfalz) és Waldsassen községekkel határos.

## Népesség
A település népessége az elmúlt években az alábbi módon változott:
| Lakosok száma | 1127 | 1143 | 1597 | 1474 | 1388 | 1370 | 1358 | 1366 | 1322 | 1372 |
|               | 1875 | 1950 | 1975 | 1987 | 2012 | 2014 | 2016 | 2017 | 2021 | 2023 |

Waldsassen keleti szomszédjában, a német-cseh határ mellett fekvő település.

## Története
Neualbenreuth neve 1284-ben jelent meg először a helyi plébánia könyvtárban Albenreuth, Neualbenreuth, Altalbenreuth, alakokban. Ugyanis Neualbenreuth mellett létezik a német határ másik oldalán; cseh területen a ma szinte elhagyatott szomszédos Altalbenreuth is. A 14. század közepén egy ideig a közeli Cheb, majd a  Waldsassen kolostor birtoka volt.

## Galéria

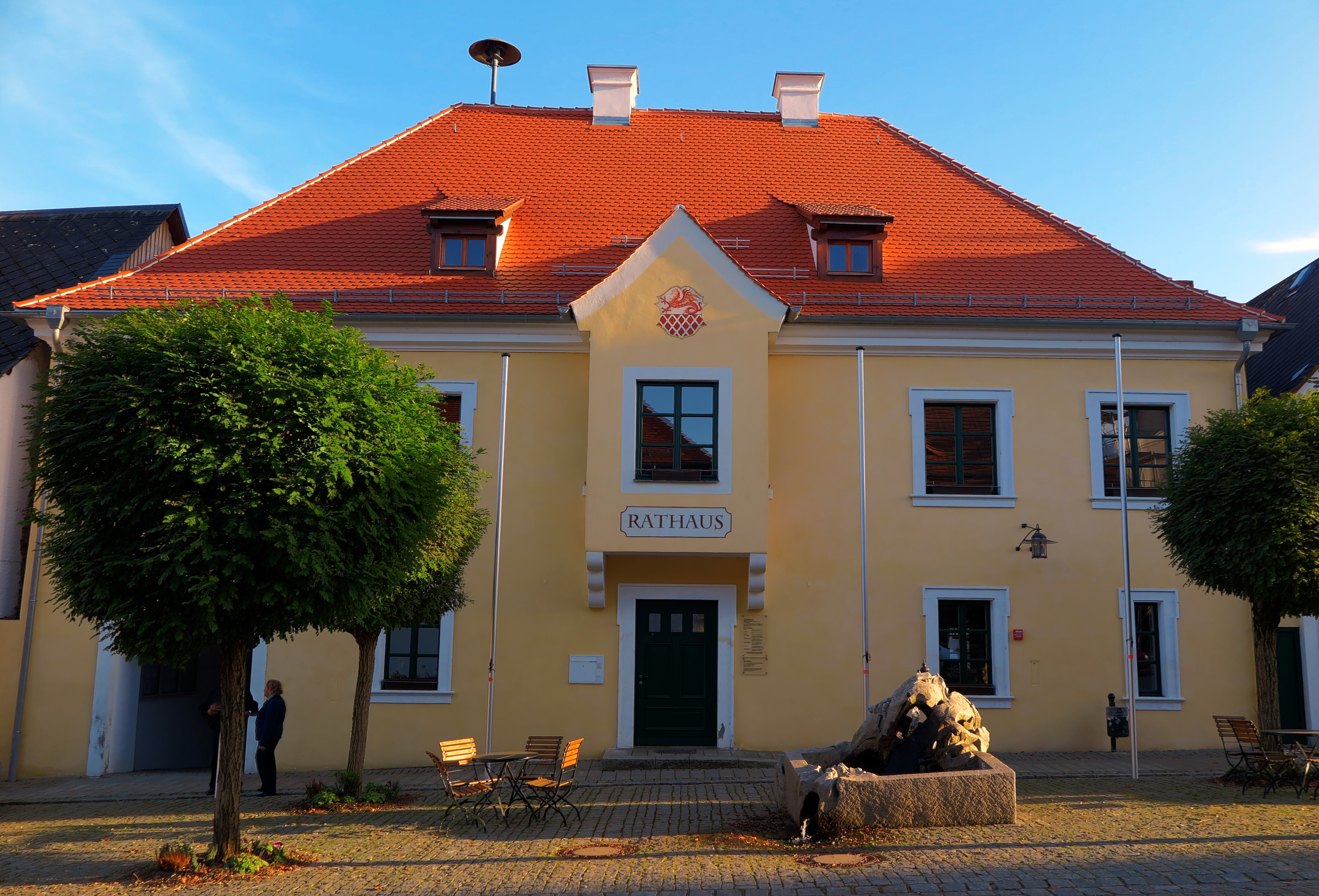
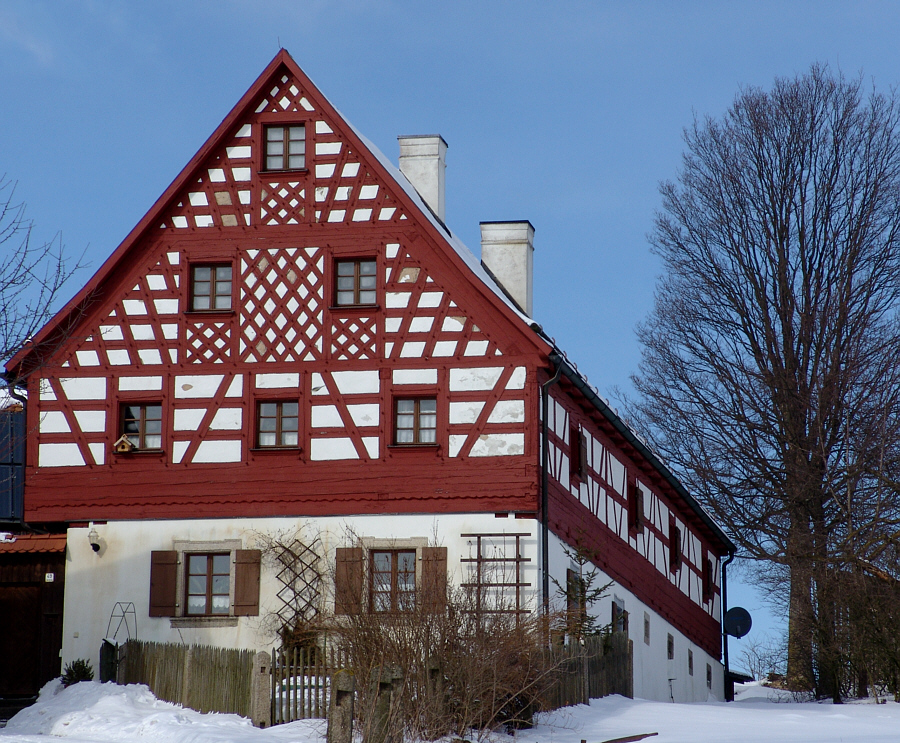
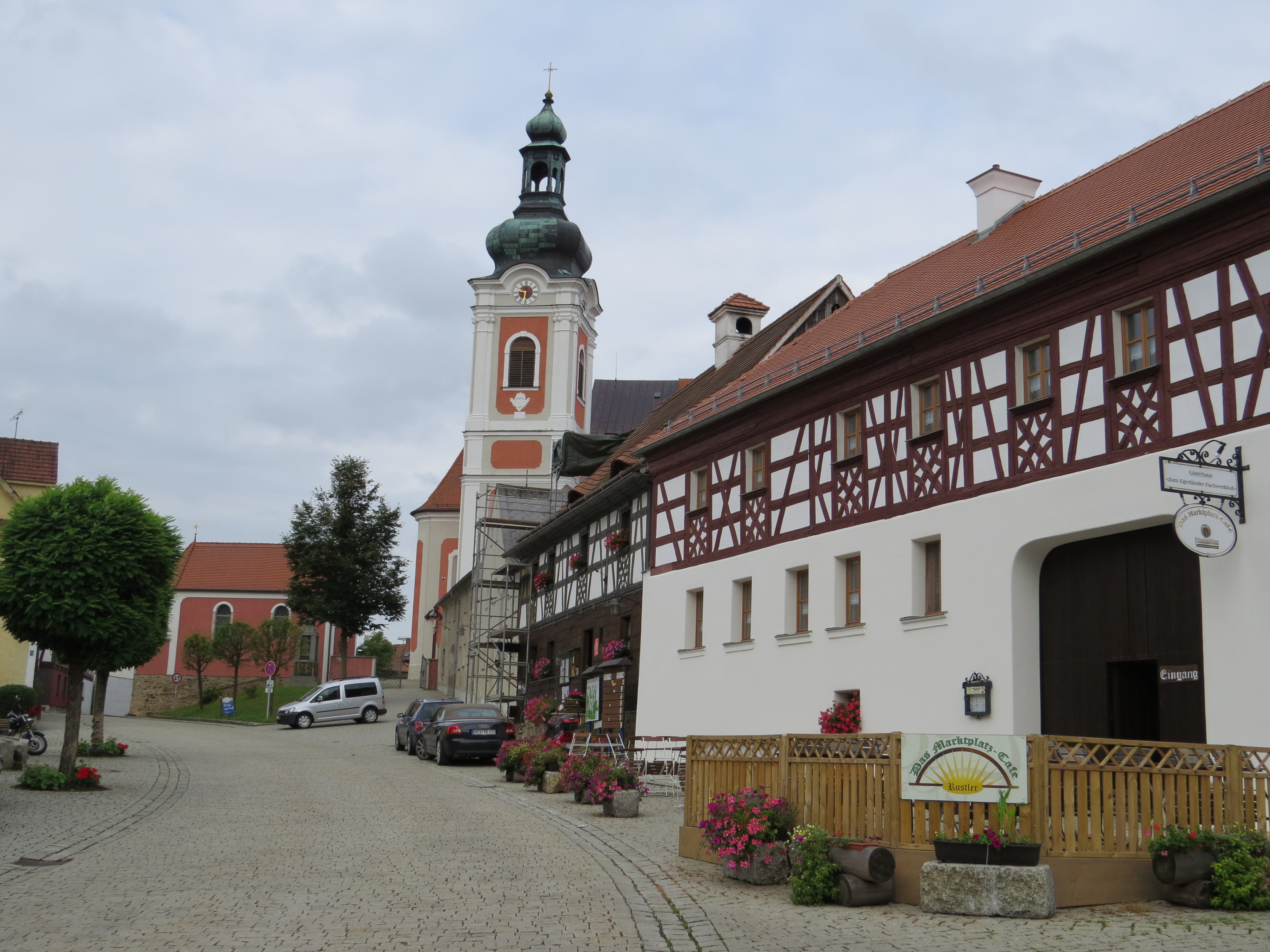
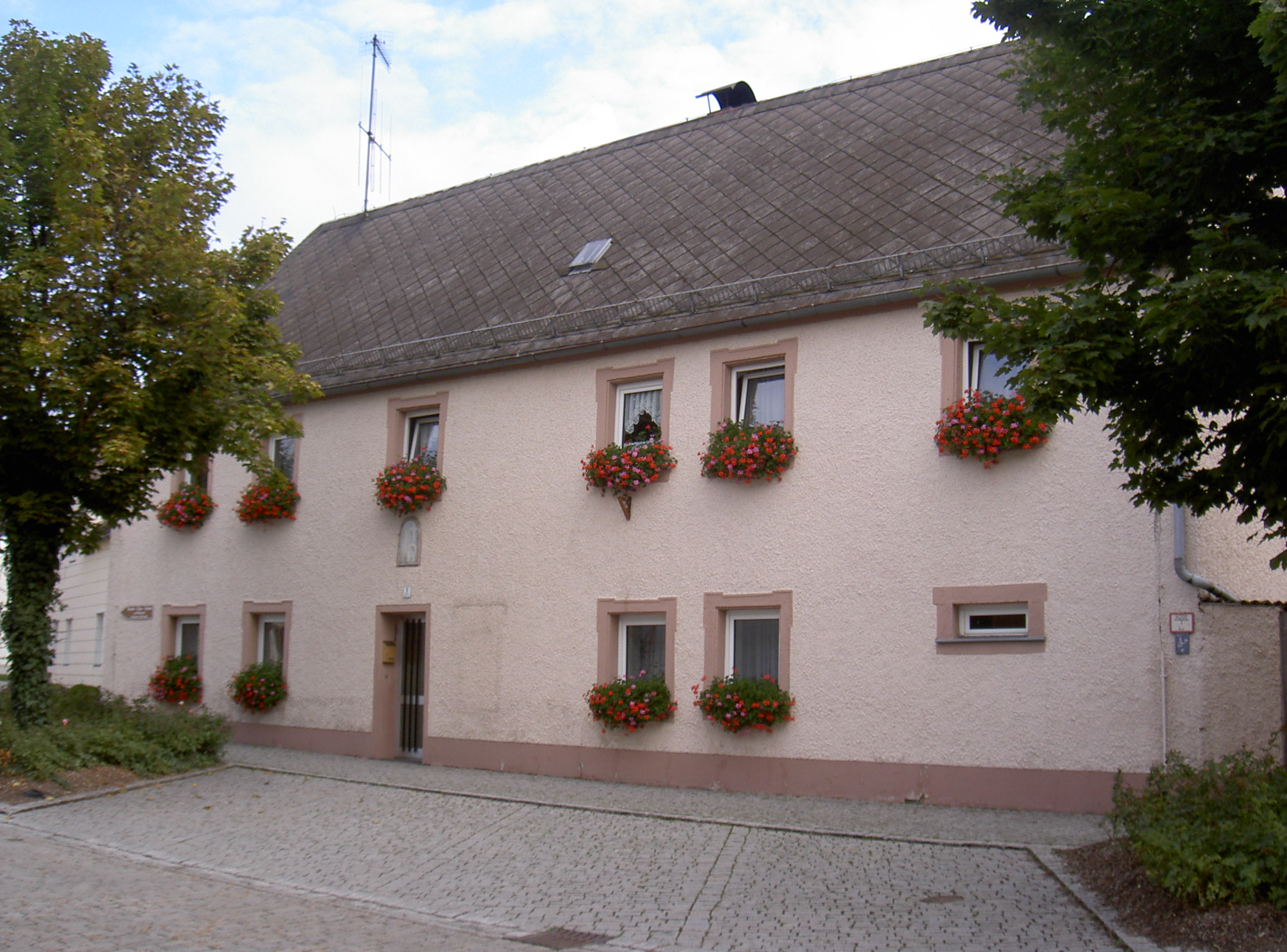
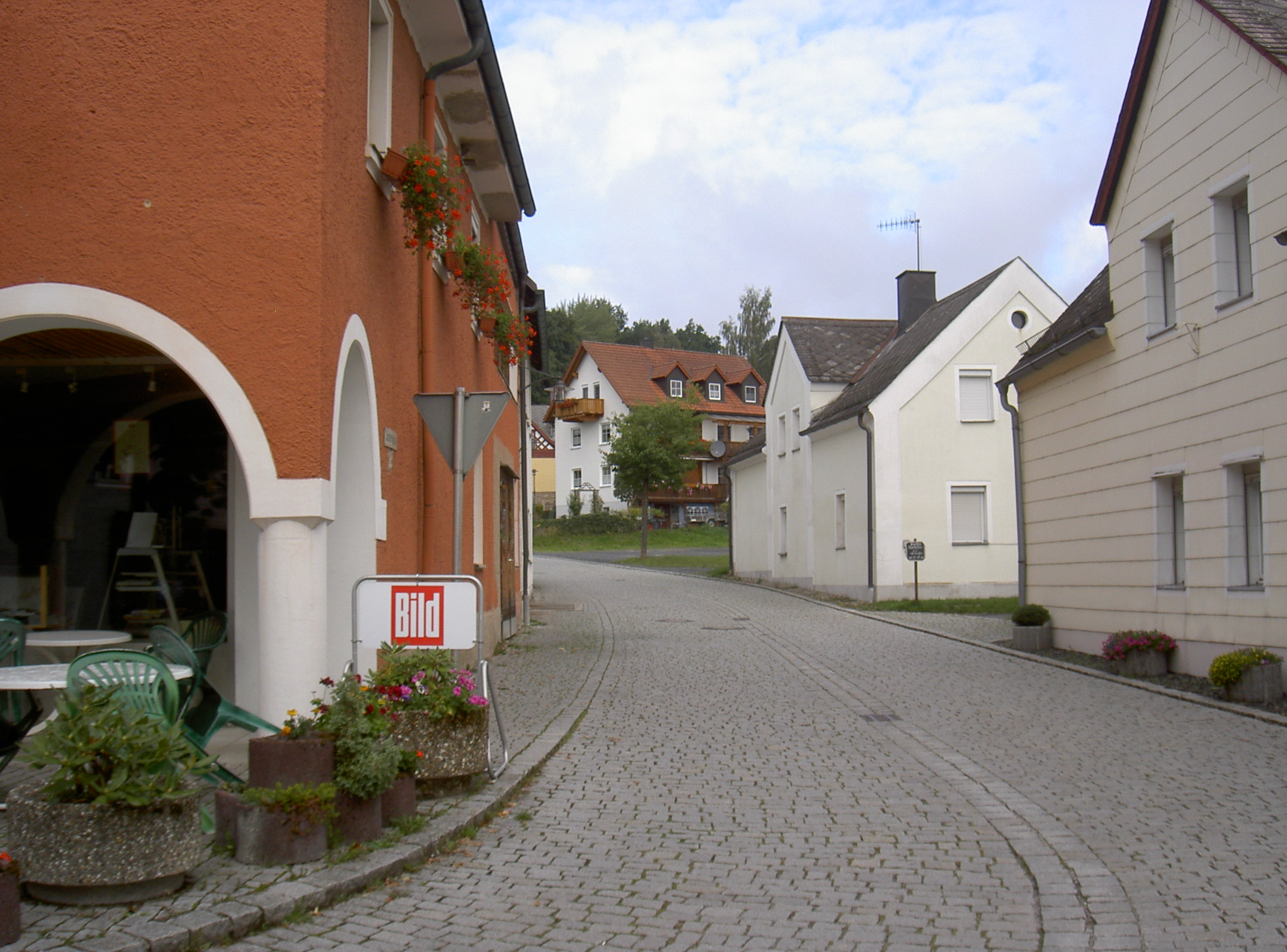
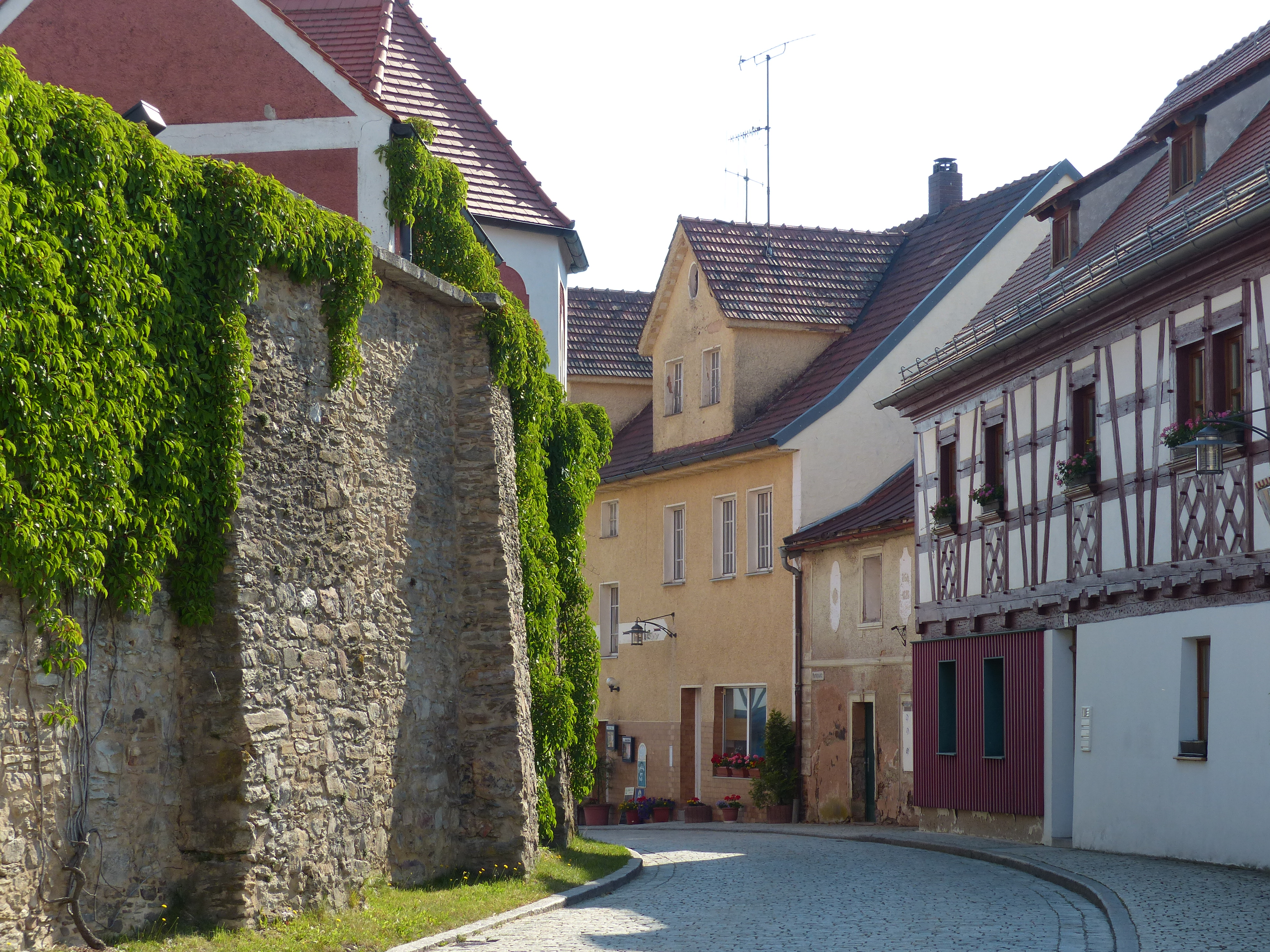
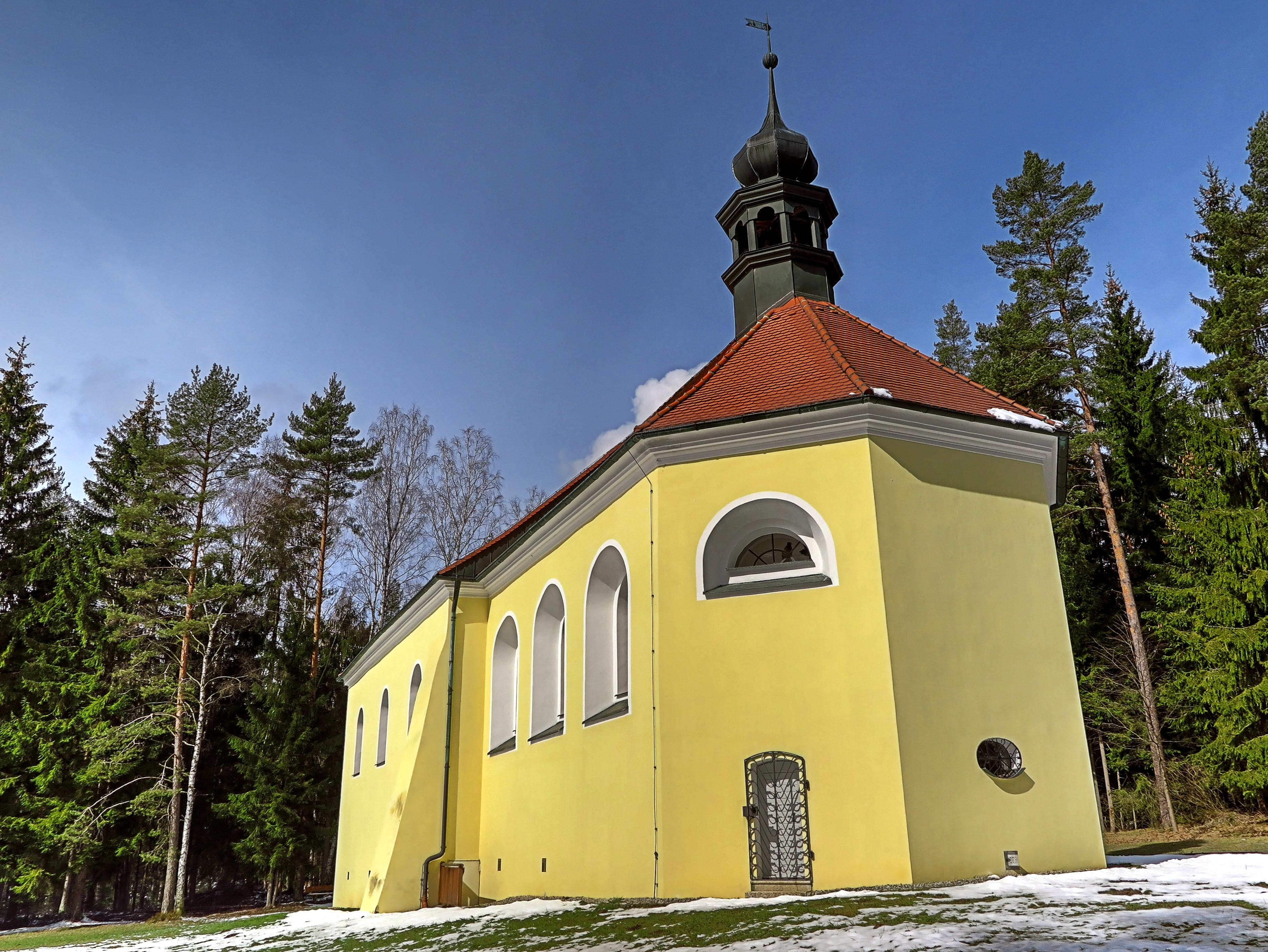
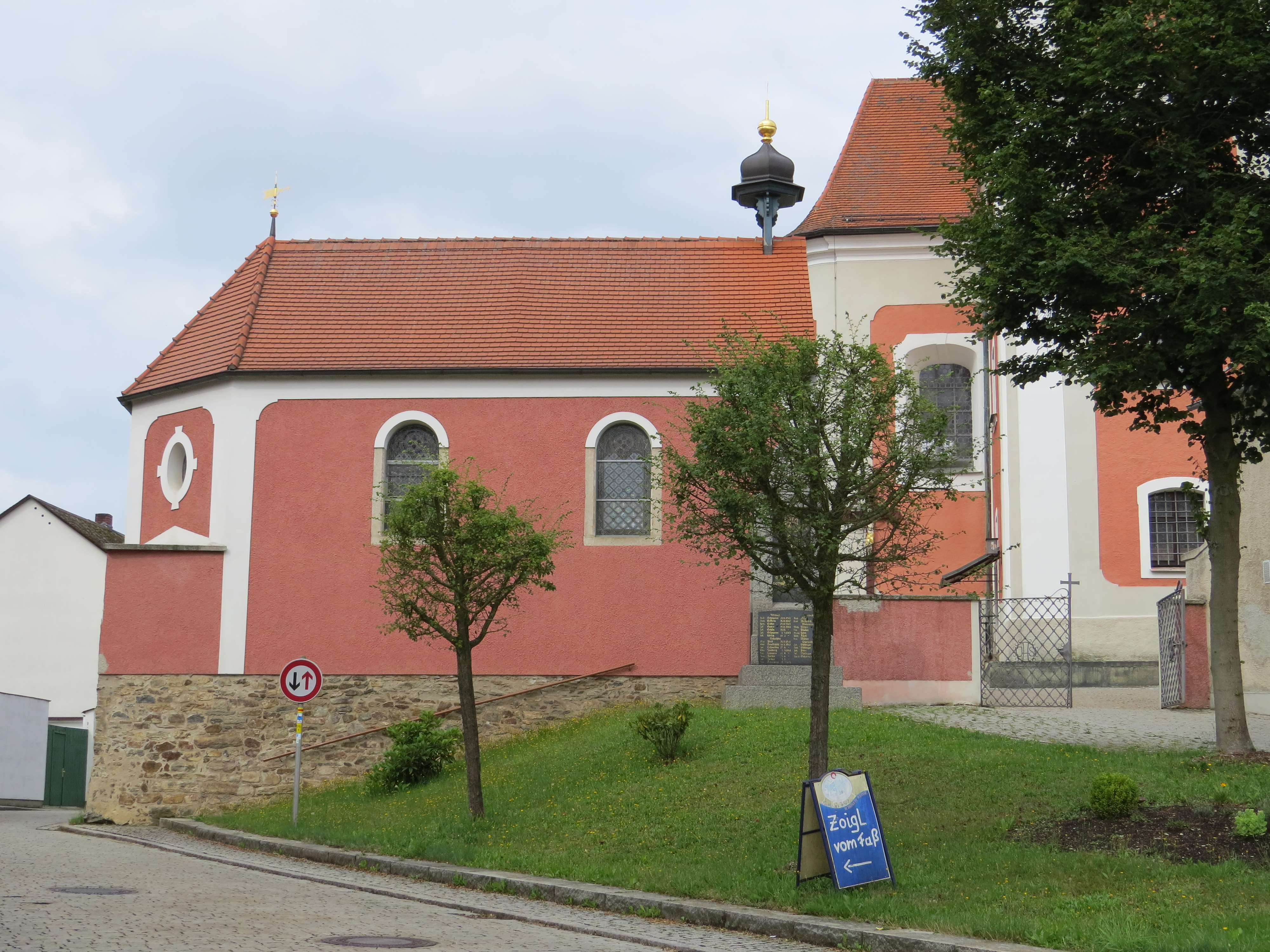
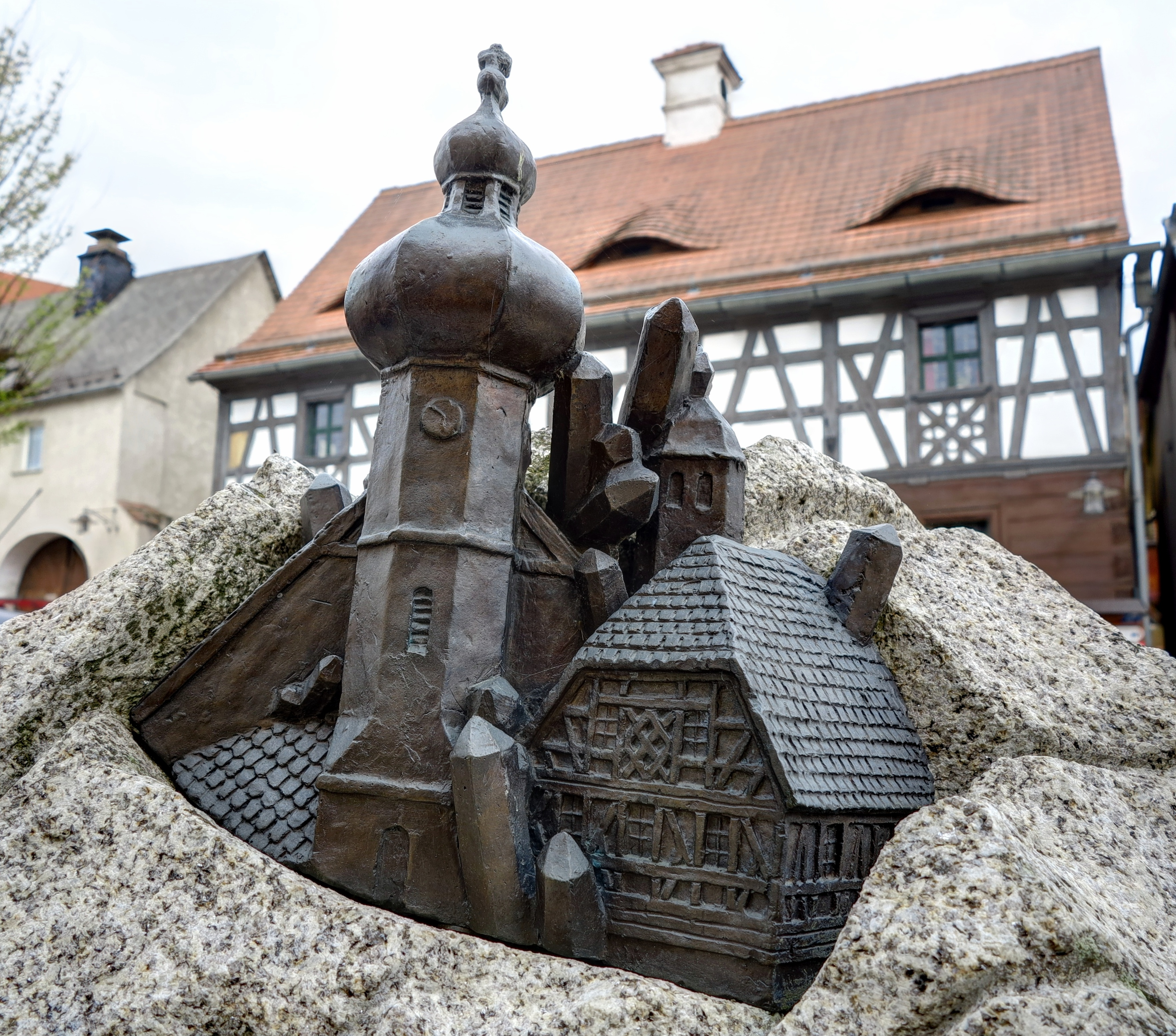